# Aleksej Krasovskij
Aleksej Olegovitj Krasovskij (russisk: Алексе́й Оле́гович Красо́вский) (født 20. december 1971 i Nisjnij Novgorod i Sovjetunionen) er en russisk filminstruktør og manuskriptforfatter.

## Filmografi
- Kollektor (Коллектор, 2016)[2][3]
- Elefant (Элефант, 2019)